# Lingua tibetana antica
Con lingua tibetana antica si fa riferimento alla lingua dei documenti che vanno dall'adozione della scrittura da parte dell'Impero tibetano alla metà del VII secolo fino alle opere che risalgono all'inizio dell'XI secolo.
Nell'anno 816 il tibetano letterario subì una riforma finalizzata a standardizzare la lingua ed il vocabolario delle traduzioni dai testi indiani e ciò risultò in quello che oggi definiamo tibetano classico.

## Casi
I casi sono posti ad intere frasi nominali. L'antico tibetano distingue gli stessi dieci casi del tibetano classico:
- assolutivo (senza segno)
- genitivo (གི་ -gi,  གྱི་ -gyi, ཀི་ - ki, ཀྱི་ -kyi, འི་ -'i, ཡི་ -yi)
- agentivo (གིས་ -gis, གྱིས་ -gyis, ཀིས་ - kis, ཀྱིས་ -kyis, ས་ -sa, ཡིས་ -yis)
- locativo (ན་ -na)
- allativo (ལ་ -la)
- terminativo (རུ་ -ru, སུ་ -su, ཏུ་ -tu, དུ་ -du, ར་ -ra)
- comitativo (དང་ -dang)
- ablativo (ནས་ -nas)
- elativo (ལས་ -las)
- comparativo (བས་ -bas)

I grammatici tradizionali tibetani non distinguono i segni dei casi in questo modo, ma distribuiscono questi casi (escludendo i morfemi -dang e -bas) negli otto casi del sanscrito.